# Boana phaeopleura
Boana phaeopleura é uma espécie de anfíbio da família Hylidae. Endêmica do Brasil, onde pode ser encontrada na Chapada dos Veadeiros no município de Alto Paraíso de Goiás, no estado de Goiás.